# Francia Márquez
Francia Elena Márquez Mina (Suárez, 1 de dezembro de 1981), é uma ativista ambiental e dos direitos humanos afro-colombiana. É a Vice-presidente da Colômbia desde 7 de agosto de 2022, quando tomou posse junto Presidente Gustavo Petro.

## Biografia
Nasceu no município de Suárez, ao Norte do departamento de Cauca. No final de 2014, foi expulsa de sua terra devido a ameaças que recebeu depois de liderar iniciativas de luta contra a mineração ilegal.
Em sua condição de desabrigada pela violência armada, foi convidada a viajar à Cuba para desenvolver atividades com as delegações do governo e das FARC durante o acordo de paz entre o governo de Juan Manuel Santos e os guerrilheiros.
Nas eleições de 2022 foi eleita vice-presidente da Colômbia.
É integrante da Organização de Processos Comunidades Negras da Colômbia desde 1997. Entre 2010 e 2013, foi presidenta da Associação de Mulheres Afrodescendentes de Yolombó.

## Prémios
Ela recebeu o Prêmio Goldman de Meio Ambiente em abril de 2018 pelo seu trabalho contra a mineração de ouro ilegal em sua comunidade de La Toma e por ter organizado um protesto de oitenta mulheres que marcharam 563 quilômetros até Bogotá, a capital, para exigir a retirada de equipamentos e mineradores ilegais da sua comunidade.
É uma das 100 Mulheres da lista da BBC de 2019.